# Heterospio reducta
Heterospio reducta är en ringmaskart som beskrevs av Laubier, Picard och Ramos 1973. Heterospio reducta ingår i släktet Heterospio och familjen Heterospionidae. Inga underarter finns listade i Catalogue of Life.